# 赤穂線
赤穂線（あこうせん）は、兵庫県相生市の相生駅と岡山県岡山市中区の東岡山駅の間を瀬戸内海に沿って結ぶ西日本旅客鉄道（JR西日本）の鉄道路線（地方交通線）である。

## 概要
起点の相生駅、終点の東岡山駅の両端で山陽本線に接続している。山側を走る山陽本線に対して当路線は海岸近くを走るが、実際に車窓から海が見える箇所は非常に少なく、日生駅付近で最も海が近くに見える。山陽本線が複線で特急列車や貨物列車が走行するのに対し、当路線は全線単線のローカル線となっている。このうち相生駅 - 播州赤穂駅間が旅客営業規則の定める「大阪近郊区間」およびJR西日本のアーバンネットワークに含まれ、朝夕には京都・大阪・神戸方面から新快速などが播州赤穂駅まで乗り入れる。
相生駅 - 備前福河駅間はJR西日本近畿統括本部、寒河駅 - 東岡山駅間は同社中国統括本部が管轄している。ラインカラーは岡山支社（当時）のみ黄色（■）を独自で設定していたが、2014年度（平成26年度）から路線記号の導入に合わせて相生駅 - 播州赤穂駅間でもJR西日本としての公式なラインカラーが設定されることになり、ラインカラーと路線記号として、相生駅 - 播州赤穂駅間に青（■） A が設定され、2015年（平成27年）3月のダイヤ改正より本格使用を開始した。これに加え、2016年（平成28年）3月26日からは岡山支社でも路線記号と新たなラインカラーが導入され、岡山側の区間に赤（■） N のラインカラー・路線記号が設定されている。この対象区間は岡山支社側は赤穂線の列車が乗り入れる山陽本線の東岡山駅 - 岡山駅間を含む「寒河駅 - 岡山駅間」（岡山支社管内の区間）としているが、同年4月に更新された公式サイトの全線路線図では天和駅 - 岡山駅間（青色のAの区間との境界は播州赤穂駅）が対象とされており、天和駅ならびに備前福河駅への運賃が含まれた駅掲示運賃表（近畿統括本部、岡山支社〈→中国統括本部〉とも）でも同様の措置が取られている。その一方で、天和駅ならびに備前福河駅に設置された駅掲示時刻表でのシンボルでは2023年（令和5年）3月のダイヤ改正まで播州赤穂駅以東同様に青色のAが表記されており、両支社（統括本部）の表現が混在していた。
2022年（令和4年）3月のダイヤ改正で近畿統括本部管内の時刻表と停車駅表が岡山支社の路線記号とラインカラーに対応し、岡山支社の同年10月の中国統括本部への統合後の2023年（令和5年）3月のダイヤ改正では、岡山・福山エリアの停車駅表が岡山・福山および広島・山口エリアの駅ナンバーや中国統括本部（岡山支社・広島支社・山陰支社）管内全域・近畿統括本部管内の路線記号とラインカラーに対応した。天和駅と備前福河駅については、近畿統括本部では運賃表と同様に岡山エリアので、中国統括本部では京阪神エリアので扱われていたが、2025年（令和7年）3月15日のダイヤ改正でに扱いが統一されている。
全線がIC乗車カード「ICOCA」エリアとなっており、全駅で利用できる。

## 路線データ
- 管轄（事業種別）：西日本旅客鉄道（第一種鉄道事業者）・日本貨物鉄道（第二種鉄道事業者）
- 路線距離（営業キロ）：相生 - 東岡山間 57.4km
- 軌間：1067mm
- 駅数：20（起終点駅含む）
  - 旅客駅：19
    - 赤穂線所属の旅客駅に限定した場合、どちらも山陽本線所属の相生と東岡山[8]が除外され、17駅となる。

  - 貨物駅：1（西浜）
- 複線区間：なし（全線単線）
- 電化区間：全線（直流1500V）
- 閉塞方式：
  - 相生 - 日生：自動閉塞式
  - 日生 - 東岡山：自動閉塞式（特殊）
- 最高速度：
  - 95km/h（相生 - 播州赤穂、長船 - 東岡山）
  - 85km/h（播州赤穂 - 長船）
- 運転指令所：
  - 相生 - 備前福河間：近畿総合司令所大阪指令所
  - 備前福河 - 東岡山間：中国総合指令所岡山指令所
- 列車運行管理システム：JR京都・神戸線運行管理システム（相生 - 西浜間）
- IC乗車カード対応区間：
  - ICOCAエリア：全線（相生駅 - 播州赤穂駅間はPiTaPaポストペイサービス対象区間）

## 運行形態

### 旅客列車
2013年（平成25年）3月16日のダイヤ改正をもって、播州赤穂駅を境に運転系統が完全に分断され、全線を通して運転される定期列車は皆無となっている。また、全列車が他線区に直通運転するため、赤穂線のみを走る定期列車は設定されていない。
| 種別＼駅名 | 種別＼駅名 | 相生  | …     | 播州赤穂 | 播州赤穂               | …                      | 西大寺                 | 西大寺                 | …                      | 東岡山                 | 備考                            |
| ---------- | ---------- | ----- | ----- | -------- | ---------------------- | ---------------------- | ---------------------- | ---------------------- | ---------------------- | ---------------------- | ------------------------------- |
| 普通       | 1-2本      | 1-2本 | 1-2本 | 1-2本    |                        |                        |                        |                        |                        |                        |                                 |
| 普通       |            |       |       |          | 1本（概ね60-90分間隔） | 1本（概ね60-90分間隔） | 1本（概ね60-90分間隔） | 1本（概ね60-90分間隔） | 1本（概ね60-90分間隔） | 1本（概ね60-90分間隔） | 一部は備前片上-岡山方面間の運行 |
| 普通       |            |       |       |          |                        |                        |                        | 1-2本                  | 1-2本                  | 1-2本                  | 一部は長船-岡山方面間の運行     |

#### 相生駅 - 播州赤穂駅間
山陽本線・東海道本線（JR神戸線・JR京都線・琵琶湖線）の姫路・神戸・大阪・京都・米原方面などと直通運転する新快速・普通（JR神戸線・JR京都線区間の西明石駅 - 高槻駅間は快速として運行）が運転されている。
日中時間帯は、姫路駅 - 播州赤穂駅間を運行する普通が1時間に1本（相生発11 - 13時台、播州赤穂発11 - 14時台）または2本運行されている。この列車は相生駅で、同駅発着の上郡・岡山方面の普通列車と接続している。朝夕時間帯は、新快速等、姫路から、JR神戸線に直通する列車も数本運行されている。新快速は赤穂線内を含む姫路 - 播州赤穂間は各駅に停車するが、種別表示は新快速のままである。新快速の赤穂線直通運転は2005年（平成17年）3月1日から2016年（平成2年）3月25日まで日中にも行われ、姫路駅 - 播州赤穂駅間の普通と交互に1時間に1本ずつ運行されていた。
以前は朝に備前片上発大阪・京都方面行きと夕方に大阪発備前片上行きの快速（大阪発は須磨・垂水・舞子は通過）が1日1本ずつ設定されていたが、2000年（平成12年）3月11日のダイヤ改正で廃止された。最長8両編成で運転されるが、時間帯によっては4両編成の列車もあった。
毎年秋には、赤穂市内小学校連合の修学旅行列車が運転されていた。以前は165系・167系12両編成が使用されたが、近年は117系12両編成が使用されていた（2004年の修学旅行臨には221系の8両編成、また2007年の修学旅行臨には223系2000番台の8両編成が使用されていた）。なお、西相生・坂越ではホームが8両分の長さしかないため、後方4両がドア締切扱いとなっていた。

#### 播州赤穂駅 - 東岡山駅間
すべての列車が山陽本線の岡山駅まで直通運転しているが、2024年（令和6年）3月16日ダイヤ改正時点では、さらに岡山駅を越えて岡山県内は山陽本線倉敷駅発着、伯備線の備中高梁駅・新見駅発着、新郷駅始発（平日・土曜日のみ。日曜日・祝日は新見発）列車、広島県内は山陽本線福山駅発着と糸崎駅・三原駅始発列車が設定されている（いずれも岡山駅を境に列車番号が変わる）。なお、鳥取・島根両県内の駅を発着する直通列車は、設定されていない。
日中は岡山駅 - 播州赤穂駅間では播州赤穂駅折り返し列車が90分に1本運行されている。岡山市内近郊区間では岡山駅 - 西大寺駅・長船駅間の折り返し列車が加わり1時間あたり1 - 3本の運行となっている。朝晩には日生駅・備前片上駅を始発・終点とする列車もあり、日生駅・備前片上駅で夜間滞泊する列車がある。2004年10月16日のダイヤ改正からは、一部の列車でワンマン運転（都市型ワンマン）が行われている。朝2.5往復と夜の日生行きは6両、ワンマン列車は2両、それ以外は3・4両編成での運転である。
国鉄時代は1時間に1本程度の運行で、京都・大阪方面 - 播州赤穂駅間の列車と、姫路駅 - 赤穂線経由岡山駅間の全線直通列車の組み合わせで、それ以後から2004年（平成16年）10月15日までは相生駅 - 播州赤穂駅間の列車と相生駅 - 赤穂線経由岡山駅間の全線直通列車の組み合わせであった。民営化直前に相生駅 - 播州赤穂駅間と、長船駅 - 岡山駅間の本数が増発されている。赤穂線の列車は、相生以東と東岡山以西の駅での誤乗を防ぐため、行先板を赤い地色としていた。播州赤穂駅 - 岡山駅間を運行する普通の大半は、姫路駅 - 播州赤穂駅間の普通との接続を考慮したダイヤ編成になっている。
赤穂線全線を直通する列車は、2013年（平成25年）3月15日まで夜に上り1本（備中高梁発姫路行き1936M列車）のみ残っていたが、翌3月16日のダイヤ改正で播州赤穂行きに変更され、これをもって赤穂線は播州赤穂駅で完全に運転系統が分断された。
毎年10月第3土曜・日曜日には伊部周辺で「備前焼まつり」が行われる。祭りの開催日には岡山方面からの西大寺止まりの列車を日生駅や備前片上駅まで臨時に延長運転している。
夜間を中心に、山裾の区間が多い香登以東では、鹿などの小動物と列車が接触し、列車の遅延が目立つようになったため、JR西日本では、頻繁に小動物が出没する箇所に弱い電流が流れる電気柵を設置するといった対策に乗り出している。

### 貨物列車
全線にわたってJR貨物が第二種鉄道事業者となっており西浜駅という貨物駅もあるが、定期貨物列車の設定はない。かつては西浜駅 - 宝殿駅間でセメント輸送を行う貨物列車が1往復設定されていた。現在は、大物車を使用する変圧器輸送列車が臨時に西浜駅を発着するのみである。

## 利用状況
乗客は姫路方面と岡山方面に向かって増加するが、一部の新快速の始発駅でもある播州赤穂への流動も見られる。日生などから播州赤穂へ県境を超えて買い物や通院する乗客も多い。青春18きっぷの通用期間中は山陽本線の相生 - 岡山が激しい混雑となるが、そのような場合でも赤穂線はそれほど混雑しないので混雑回避に利用できる。赤穂線の相生 - 東岡山間の距離は山陽本線の同区間と比べると3.2km程短いが、線路規格が低く速度が出ないこと、単線のため列車交換があることから山陽本線経由に比べて約30分から1時間程度所要時間が長くなる。関西圏 - 岡山の移動の補助的な役割を持った路線だが、山陽本線の相生 - 岡山間を直通する列車が少ないため、時間帯によっては赤穂線を経由した方が後続の山陽本線経由の列車よりも先着する場合もある。

### 平均通過人員
各年度の平均通過人員（人/日）は以下のとおりである。
| 年度                   | 平均通過人員（人/日） | 平均通過人員（人/日） | 平均通過人員（人/日） | 平均通過人員（人/日） | 出典   |
| 年度                   | 全線                  | 相生 - 播州赤穂       | 播州赤穂 - 長船       | 長船 - 東岡山         | 出典   |
| ---------------------- | --------------------- | --------------------- | --------------------- | --------------------- | ------ |
| 2013年度（平成25年度） | 5,590                 | 9,212                 | 1,757                 | 10,318                | [ 12 ] |
| 2014年度（平成26年度） | 5,499                 | 8,962                 | 2,138                 | 10,169                | [ 13 ] |
| 2015年度（平成27年度） | 5,708                 | 9,357                 | 2,215                 | 10,525                | [ 14 ] |
| 2016年度（平成28年度） | 5,718                 | 9,429                 | 2,212                 | 10,520                | [ 15 ] |
| 2017年度（平成29年度） | 5,760                 | 9,437                 | 2,196                 | 10,708                | [ 16 ] |
| 2018年度（平成30年度） | 5,798                 | 9,477                 | 2,204                 | 10,810                | [ 17 ] |
| 2019年度（令和元年度） | 5,757                 | 9,386                 | 2,178                 | 10,771                | [ 18 ] |
| 2020年度（令和02年度） | 4,555                 | 7,066                 | 1,677                 | 8,871                 | [ 19 ] |
| 2021年度（令和03年度） | 4,552                 | 7,517                 | 1,634                 | 8,634                 | [ 20 ] |
| 2022年度（令和04年度） | 4,813                 | 7,956                 | 1,726                 | 9,129                 | [ 21 ] |
| 2023年度（令和05年度） | 4,989                 | 8,378                 | 1,746                 | 9,463                 | [ 22 ] |

## 使用車両
全ての旅客列車が電車で運転されている。
- 113系（播州赤穂駅 - 東岡山駅間）
- 115系（全線、ただし相生駅 - 播州赤穂駅間は朝の1往復のみの運行）
- 213系（播州赤穂駅 - 東岡山駅間）
- 223系1000・2000番台（相生駅 - 播州赤穂駅間）
- 225系0・100番台（相生駅 - 播州赤穂駅間）

2023年（令和5年）7月より中国統括本部管内の岡山・福山エリアで導入が進んでいる227系500番台は、播州赤穂駅以西の地上設備の改良が未了のため、2025年（令和6年）3月15日ダイヤ改正時点では一切運用されていない。

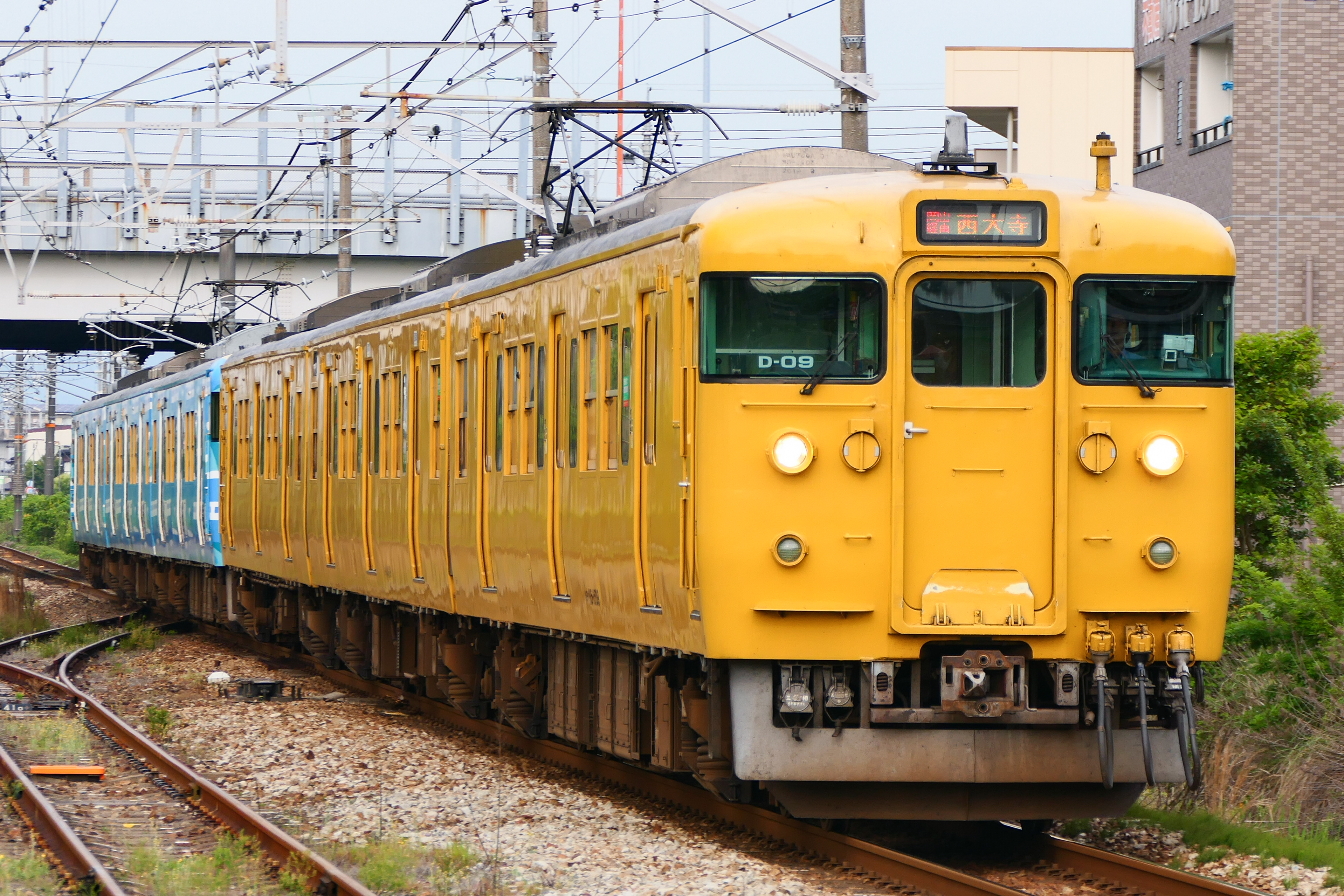
115系
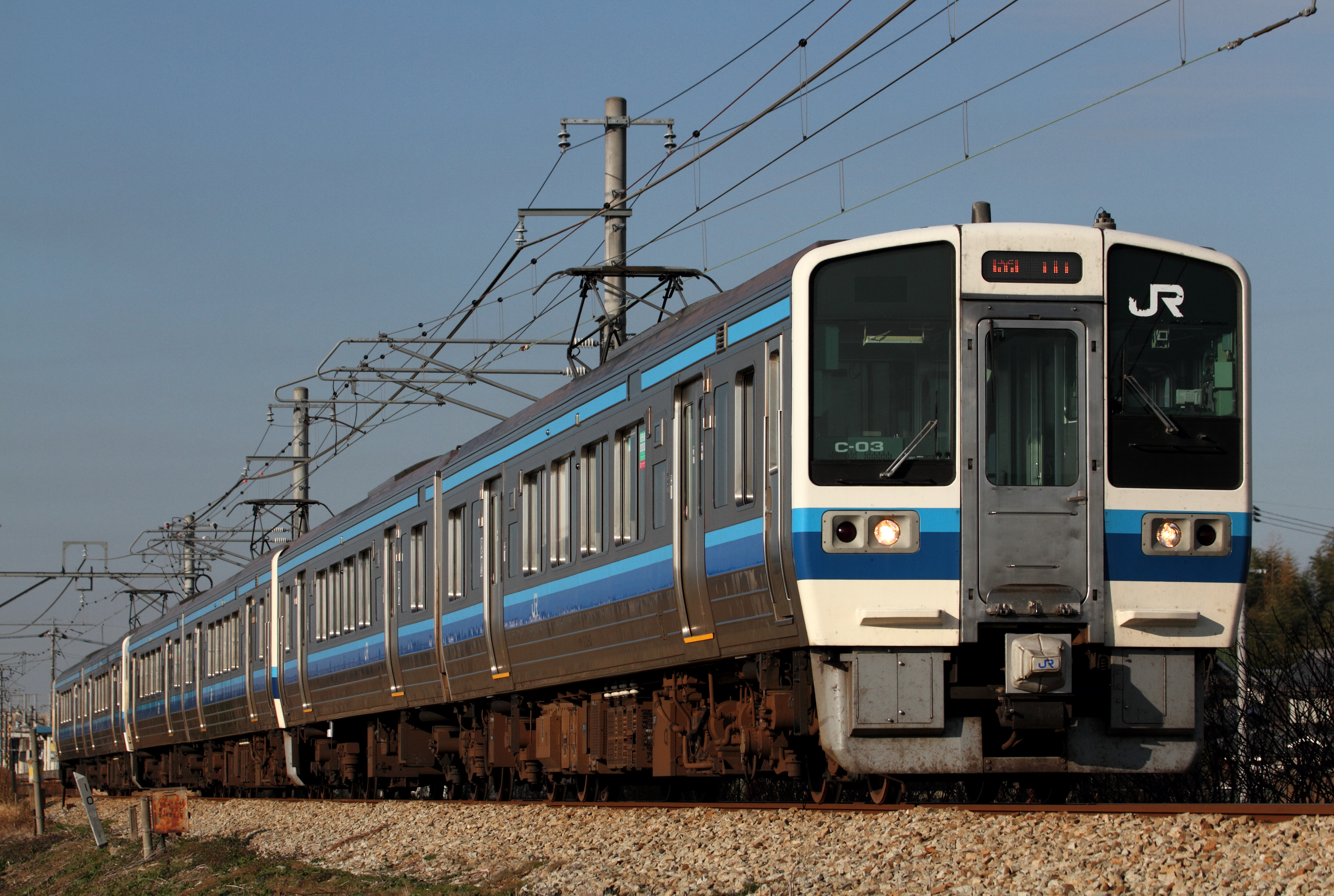
213系
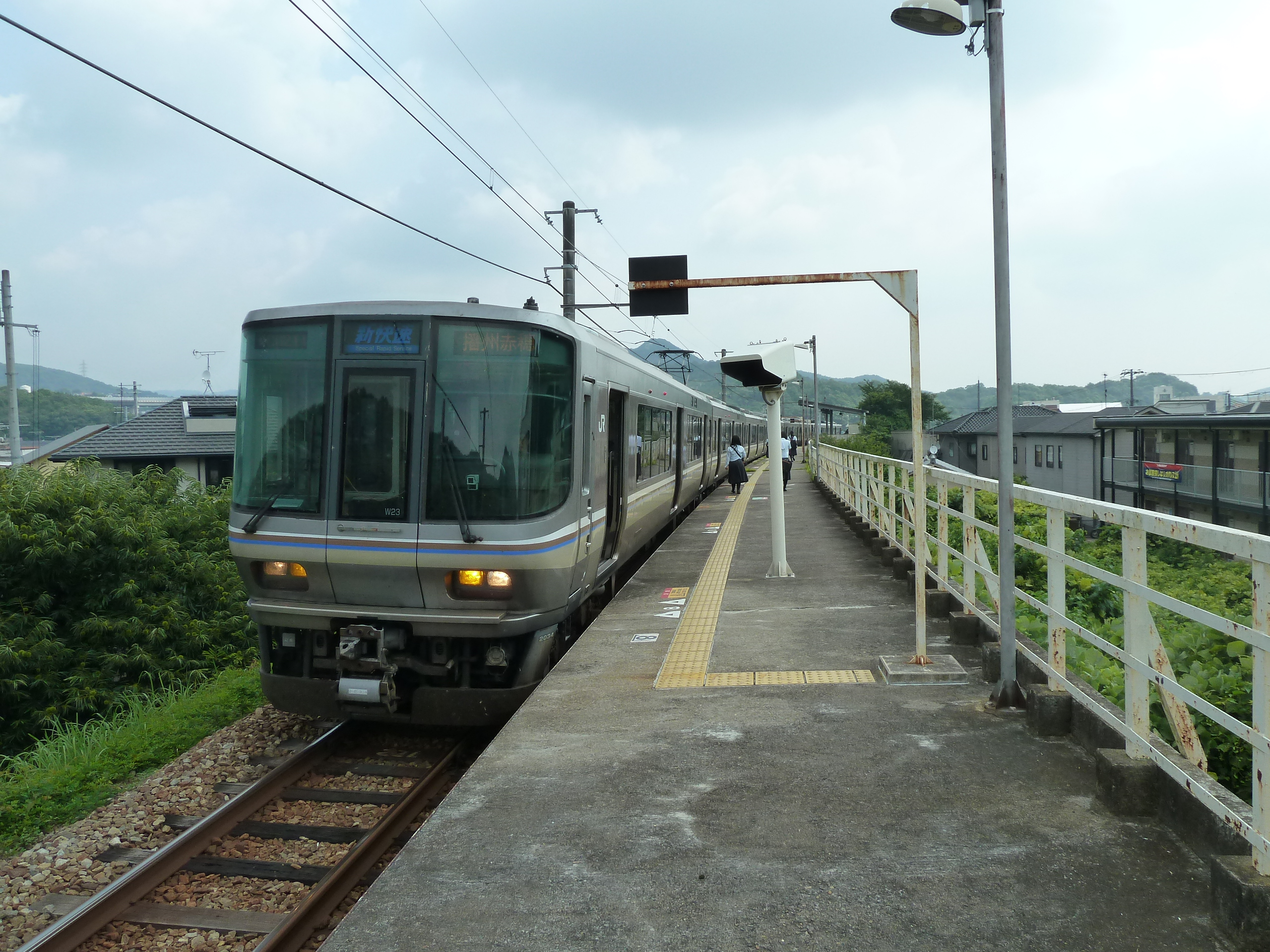
223系
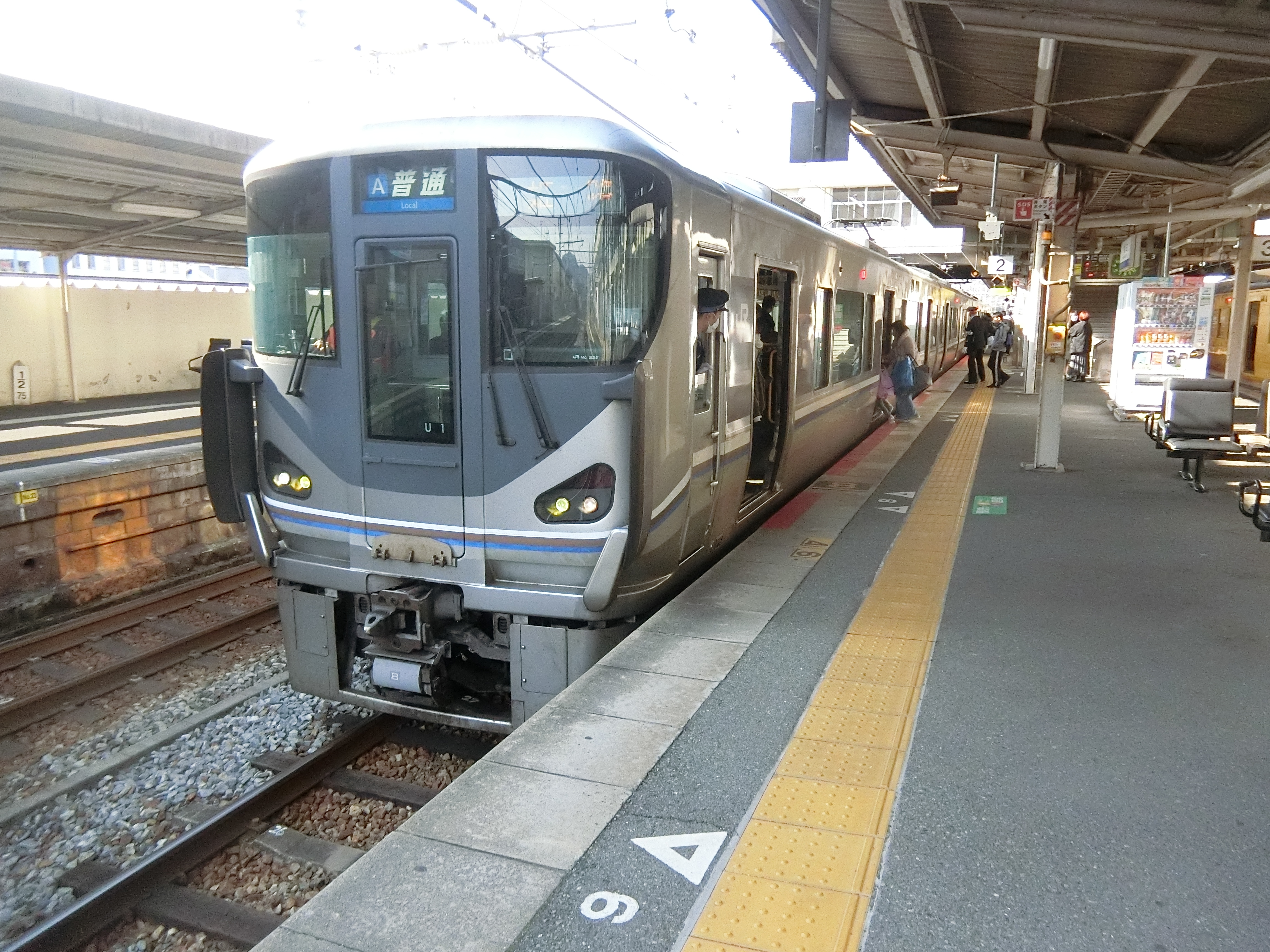
225系

### 過去の使用車両
電車
- 32系 - 元貴賓車クロ49を一般用に格下げ、後年中間車化改造したサロハ49を再改造したサハ48040をはじめとしたサハ48形を、51系の中間車として運用。
- 40系
- 42系 - クモハ42形を4扉化改造したクモハ32形を51系他の戦前形と併結で運用。
- 51系 - 52系の中間車を3扉改造したサハ58や、42系のクモハ43形を3扉改造したクモハ51形200番台を含む。
- 80系
- 103系
- 105系 - 2001年（平成13年）10月1日から2004年（平成17年）10月16日まで運用。
- クモハ123 5-6 - 105系と混用。
- 153系 - 急行「鷲羽」・「とも」・「安芸」の一部列車で入線（グリーン車と制御車の一部に165系を含む）。
- 475・457系 - 急行「つくし」の一部列車で入線。
- 117系 - 近畿統括本部所属車は相生から備前片上まで、中国統括本部所属車は播州赤穂から東岡山まで運用された。2023年（令和5年）7月21日に運用終了した。
- 221系 - 定期列車で相生から備前片上まで、「赤穂備前ホリデー号」「赤穂レジャー号」などの臨時列車や普通列車の代走で岡山まで乗り入れていた。2021年（令和3年）10月2日ダイヤ改正で定期運用は無くなった。それ以降も代走として不定期で入線している。
- 223系6000番台 - 2021年（令和3年）10月1日まで運用。

気動車
- キハ10系
- キハ20系
- キハ55系
- キハ58系

蒸気機関車
- C11形
- C58形

電気機関車
- EF15形
- EF60形
- EF65形

## 歴史
改正鉄道敷設法86号「兵庫縣有年ヨリ岡山縣伊部ヲ經テ西大寺附近ニ至ル鐡道及赤穂附近ヨリ分岐シテ那波附近ニ至ル鐡道」に該当する。山陽本線は旧山陽道に沿って建設されたことから、船坂峠（上郡駅 - 三石駅間）という難所を抱えることとなった。赤穂線は、山陽本線の輸送力を補う代替・バイパス線として計画・建設された路線であり、戦前の新幹線計画である弾丸列車計画では、赤穂線に並行して同幹線を建設する予定であったといわれる。
また、同線の予定線上には、赤穂事件をモデルとした芝居の「忠臣蔵」で有名な、赤穂藩5万石の元城下町である赤穂市と、天下の奇祭として知られる西大寺会陽が開かれる西大寺の門前町として発展した西大寺市があり、赤穂線が開通する以前には、これらの町と山陽本線を結びつけるために、有年駅 - 播州赤穂駅間の赤穂鉄道と、西大寺駅 - 後楽園駅間の西大寺軌道（後の西大寺鉄道、両備バス西大寺鉄道線）という二つの軽便鉄道が計画され、大正時代までに開業した。これらの鉄道の存在は、上記の改正鉄道敷設法にも影響を与えている。
昭和初期には、山陽電気鉄道の前身である宇治川電気電鉄部も赤穂・片上・西大寺を経由して岡山に伸ばす構想を持っていたが、当時の鉄道省により「省線予定線との並行路線」という理由で延伸自体が却下され実現しなかった。その後、宇治川電気から独立した山陽電気鉄道は、1937年（昭和12年）に建設が開始された日本製鐵広畑製鐵所への通勤客の輸送手段として、網干線を1941年（昭和16年）7月に開業させた。戦後は、網干線を延長する形で、1952年（昭和27年）に電鉄網干駅（現：山陽網干駅）から赤穂市上仮屋までの鉄道敷設免許を取得したが、社会情勢の変化に伴い、1971年（昭和46年）までに免許を返上した。
他にも、赤穂線の並行路線としては、岡山県においては、太平洋戦争の激化に伴って中止となった弾丸列車の計画ルートを生かす形で、笠岡市から岡山市を通って兵庫県赤穂市までを結ぶ「岡山急行電気鉄道」の計画が戦後に立案されたこともあったが、実現には至らなかった。
赤穂線の建設予算は、1936年（昭和11年）の帝国議会で承認され、1938年（昭和13年）には那波駅（現・相生駅）から赤穂方面に向かって建設が開始された。その後、太平洋戦争の激化に伴い、工事は中断された。戦後、再着工され、1951年（昭和26年）12月12日に相生駅 - 播州赤穂駅間が開業した。赤穂線と赤穂鉄道の並走区間は坂越駅 - 播州赤穂駅間だけであったが、千種川に沿って有年駅に出る赤穂鉄道では姫路・神戸・大阪方面へは遠回りとなることから、前日の12月11日で全線を廃止した。その後も工事は西に向かって続けられ、1956年（昭和31年）には日生駅へ、1958年（昭和33年）には伊部駅へと延伸、1962年（昭和37年）には東岡山駅までの全線が開業した。両備バス西大寺鉄道線は、岡山市の近郊路線として利用客も比較的多く経営状態は良好であったが、自社路線に並行して赤穂線が開業したことにより、全線開通直後の9月7日に廃止された。この間、1961年（昭和36年）には相生駅 - 播州赤穂駅間が電化されている。
しかし、赤穂線が全通した時点で、並行する山陽本線は電化が完了し、輸送力の増強が図られた一方、赤穂線自身は単線で、かつ一部区間が非電化での全通であったため、当初想定されていた「山陽本線の輸送力を補う代替路線」ではなく、「地域住民のためのローカル線」という存在での開通となった。その後、赤穂線も1969年（昭和44年）に全線が電化されたものの、現在に至るまでローカル線という存在に変わりはない。ただ、山陽本線が事故や災害などで不通になった時の迂回路線として活用されたことはある。
それでも、山がちな山陽本線の並行区間に比べると、赤穂線は海岸沿いで比較的人口が多く、全通当時沿線に赤穂市・西大寺市の二つの市を抱えていたことから、全通翌年の1963年（昭和38年）4月から、急行「だいせん」が当路線経由に変更され、線内では播州赤穂駅・西大寺駅の両駅に停車した。1969年（昭和44年）の全線電化以降は気動車急行に代わって電車急行の「鷲羽」・「とも」の各1往復が当路線経由に変更され、日生駅（小豆島航路への乗り換え駅）・備前片上駅の両駅が新たに停車駅に加わった。翌1970年（昭和45年）10月の呉線電化で、当路線経由の「とも」の運転区間が呉駅まで延長されて、列車名も「安芸」となった。これらの電車急行は1972年（昭和47年）3月15日の新幹線岡山開業によって廃止・減便を余儀なくされたが、急行「つくし」の1往復を当路線経由に変更して、当路線を経由して大阪と山陽・九州方面を結ぶ優等列車の運転を維持した。しかし、1975年（昭和50年）3月10日の新幹線博多開業とともに「つくし」も廃止され、それ以降定期の優等列車は設定されていない。

### 年表
- 1951年（昭和26年）
  - 12月12日：国鉄赤穂線 相生駅 - 播州赤穂駅間 (10.5km) が開業[24]。西相生駅・坂越駅・播州赤穂駅が開業[24]。
  - 12月26日：姫路駅 - 播州赤穂駅間で直通運転開始[25]。
- 1955年（昭和30年）3月1日：播州赤穂駅 - 日生駅間 (11.6km) が延伸開業[26]。備前福河駅・日生駅が開業。
- 1958年（昭和33年）3月25日：日生駅 - 伊部駅間 (12.4km) が延伸開業。伊里駅・備前片上駅・伊部駅が開業。
- 1961年（昭和36年）3月30日：相生駅 - 播州赤穂駅間が電化。
- 1962年（昭和37年）
  - 4月1日：寒河駅が開業。
  - 9月1日：伊部駅 - 東岡山駅間 (22.9km) が延伸開業し全通。香登駅・長船駅・邑久駅・大富駅・西大寺駅・大多羅駅が開業。
- 1963年（昭和38年）5月1日：天和駅・西片上駅が開業。
- 1966年（昭和41年）10月1日：西浜信号場が開設。
  - このころ、西浜信号場周辺の約1.5kmが、北側の現ルートに変更されている（営業キロの変更なし）。
- 1969年（昭和44年）8月24日：播州赤穂駅 - 東岡山駅間が電化され全線電化。
- 1983年（昭和58年）7月29日：備前福河駅 - 東岡山駅間で列車集中制御装置 (CTC) が導入[27]。
- 1987年（昭和62年）
  - 3月31日：西浜信号場が駅に変更され、貨物駅として西浜駅が開業。
  - 4月1日：国鉄分割民営化により西日本旅客鉄道が承継。日本貨物鉄道が全線の第二種鉄道事業者となる。
- 1996年（平成8年）3月16日：夕方ラッシュ時に新快速が設定。
- 2002年（平成14年）9月1日：赤穂線全線開業40周年を記念して、キハ20形が運転される[28]。赤穂線40周年記念号

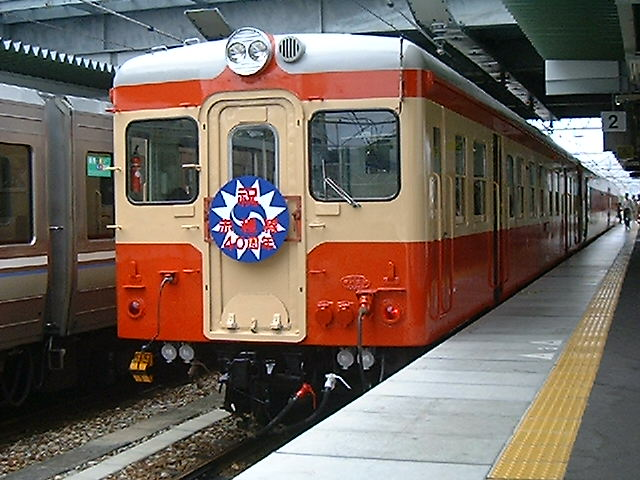
赤穂線40周年記念号

- 2003年（平成15年）11月1日：相生駅 - 播州赤穂駅間で「ICOCA」の利用サービスが開始[29]。
- 2004年（平成16年）10月16日：播州赤穂駅 - 岡山駅間の一部の列車でワンマン運転開始。
- 2005年（平成17年）3月1日：日中にも新快速が1時間に1本設定される[30]。
- 2006年（平成18年）10月1日：相生駅 - 西浜駅間に「JR京都・神戸線運行管理システム」が導入[注釈 14]。
- 2010年（平成22年）12月1日：組織改正により、神戸支社が管轄していた相生駅 - 備前福河駅間が近畿統括本部の管轄に変更[31]。
- 2013年（平成25年）3月16日：この日のダイヤ改正により播州赤穂駅で運転系統が分断され、全線を通して運転される列車がなくなる。
- 2015年（平成27年）3月14日：相生駅 - 播州赤穂駅間で前年制定されたラインカラーおよび路線記号を本格的に使用開始[2]。
- 2016年（平成28年）
  - 3月26日：岡山支社管内でラインカラーおよび路線記号を導入[3][4]。日中の新快速が廃止され朝夕のみとなる[32][33]。また播州赤穂駅以西の列車のドアが通年半自動扱いとなった。
  - 西浜駅 - 東岡山駅間に自動進路制御装置 (PRC) を導入[34]。
- 2018年（平成30年）9月15日：播州赤穂駅 - 長船駅の各駅がIC乗車カード「ICOCA」対応となり、全線で利用可能となる[7]。
- 2020年（令和2年）
  - 5月12日-14日：播州赤穂駅 - 備前片上駅間で、岡山支社管内で初めて昼時間帯に列車を運休して集中工事実施[35]。
  - 9月：駅ナンバー（駅番号）を山陽本線区間含む寒河駅 - 岡山駅間の各駅に順次導入[36]。
  - 10月19日-21日と11月25-27日：播州赤穂駅 - 備前片上駅間で、昼時間帯に列車を運休して集中工事を再度実施[37]。
- 2021年（令和3年）
  - 3月13日：この日のダイヤ改正により、昼間時間帯の岡山方面 - 長船駅間の区間列車の運転区間が岡山方面 - 西大寺駅間に短縮され、30分に1本であった西大寺駅 - 長船駅間が1時間に1本の運行となる。
  - 10月2日：この日のダイヤ改正により、昼間時間帯は30分に1本であった相生駅 - 播州赤穂駅間が1時間に1本の運行となる。

## 駅一覧
便宜上、両端部の全列車が乗り入れる山陽本線姫路駅 - 相生駅間、および東岡山駅 - 岡山駅間も合わせて記載する。
- （貨）：貨物専用駅
- 累計営業キロは相生駅起点。
- JR神戸線から乗り入れる快速（明石駅以西では普通列車）・新快速を含め、赤穂線の列車は全列車が全旅客駅に停車する。
- 接続路線 … 駅名が異なる場合は⇒印で駅名を記す。
- 線路（赤穂線内は全線単線） … ◇・∨・∧：列車交換可能、｜：列車交換不可、||：複線区間（山陽本線内）

### 姫路駅 - 相生駅 - 播州赤穂駅間
- この区間は全駅兵庫県に所在。

| 路線名     | 駅名         | 営業キロ | 営業キロ                            | 接続路線 | 線路   | 所在地   |
| 路線名     | 駅名         | 駅間     | 累計                                | 接続路線 | 線路   | 所在地   |
| ---------- | ------------ | -------- | ----------------------------------- | --- | ------ | -------- |
| 山陽本線   | 姫路駅       | -        | 20.7                                | 西日本旅客鉄道： 山陽新幹線・ 山陽本線（JR神戸線：JR-A85）・ 播但線・ 姫新線 山陽電気鉄道： 本線 ⇒ 山陽姫路駅 (SY 43) | \|\|   | 姫路市   |
| 山陽本線   | 英賀保駅     | 4.6      | 16.1                                | | \|\|   | 姫路市   |
| 山陽本線   | はりま勝原駅 | 2.8      | 13.3                                | | \|\|   | 姫路市   |
| 山陽本線   | 網干駅       | 2.9      | 10.4                                | | \|\|   | 姫路市   |
| 山陽本線   | 竜野駅       | 5.9      | 4.5                                 | | \|\|   | たつの市 |
| 山陽本線   | 相生駅       | 4.5      | 0.0                                 | 西日本旅客鉄道： 山陽新幹線・ 山陽本線（上郡方面）                                                                    | ∨      | 相生市   |
| 赤穂線     | 相生駅       | 4.5      | 0.0                                 | 西日本旅客鉄道： 山陽新幹線・ 山陽本線（上郡方面）                                                                    | ∨      | 相生市   |
| 西相生駅   | 3.0          | 3.0      |                                     | ｜ |        | 相生市   |
| 坂越駅     | 4.8          | 7.8      |                                     | ｜ | 赤穂市 |          |
| 播州赤穂駅 | 2.7          | 10.5     | 西日本旅客鉄道： 赤穂線（岡山方面） | ◇ | 赤穂市 |          |

### 播州赤穂駅 - 東岡山駅 - 岡山駅間
- 駅ナンバーは2020年9月より順次導入[36]。播州赤穂駅、天和駅、備前福河駅は導入対象外。

| 路線名   | 駅ナンバー                  | 駅名         | 営業キロ | 営業キロ | 接続路線                                      | 線路 | 所在地        | 所在地        | 所在地        |
| 路線名   | 駅ナンバー                  | 駅名         | 駅間     | 累計 | 接続路線                                      | 線路 | 所在地        | 所在地        | 所在地        |
| -------- | --------------------------- | ------------ | -------- | --- | --------------------------------------------- | ---- | ------------- | ------------- | ------------- |
| 赤穂線   | -                           | 播州赤穂駅   | -        | 10.5 | 西日本旅客鉄道： 赤穂線（相生方面）           | ◇    | 兵庫県 赤穂市 | 兵庫県 赤穂市 | 兵庫県 赤穂市 |
| 赤穂線   | -                           | （貨）西浜駅 | 2.4      | 12.9 |                                               | ｜   | 兵庫県 赤穂市 | 兵庫県 赤穂市 | 兵庫県 赤穂市 |
| 赤穂線   | -                           | 天和駅       | 1.6      | 14.5 |                                               | ｜   | 兵庫県 赤穂市 | 兵庫県 赤穂市 | 兵庫県 赤穂市 |
| 赤穂線   | -                           | 備前福河駅   | 1.9      | 16.4 |                                               | ｜   | 兵庫県 赤穂市 | 兵庫県 赤穂市 | 兵庫県 赤穂市 |
| 赤穂線   | JR-N16                      | 寒河駅       | 3.2      | 19.6 |                                               | ｜   | 岡山県        | 備前市        | 備前市        |
| 赤穂線   | JR-N15                      | 日生駅       | 2.5      | 22.1 |                                               | ◇    | 岡山県        | 備前市        | 備前市        |
| 赤穂線   | JR-N14                      | 伊里駅       | 5.6      | 27.7 |                                               | ｜   | 岡山県        | 備前市        | 備前市        |
| 赤穂線   | JR-N13                      | 備前片上駅   | 3.3      | 31.0 |                                               | ◇    | 岡山県        | 備前市        | 備前市        |
| 赤穂線   | JR-N12                      | 西片上駅     | 1.3      | 32.3 |                                               | ｜   | 岡山県        | 備前市        | 備前市        |
| 赤穂線   | JR-N11                      | 伊部駅       | 2.2      | 34.5 |                                               | ◇    | 岡山県        | 備前市        | 備前市        |
| 赤穂線   | JR-N10                      | 香登駅       | 4.0      | 38.5 |                                               | ｜   | 岡山県        | 備前市        | 備前市        |
| 赤穂線   | JR-N09                      | 長船駅       | 3.8      | 42.3 |                                               | ◇    | 岡山県        | 瀬戸内市      | 瀬戸内市      |
| 赤穂線   | JR-N08                      | 邑久駅       | 3.6      | 45.9 |                                               | ｜   | 岡山県        | 瀬戸内市      | 瀬戸内市      |
| 赤穂線   | JR-N07                      | 大富駅       | 2.1      | 48.0 |                                               | ｜   | 岡山県        | 瀬戸内市      | 瀬戸内市      |
| 赤穂線   | JR-N06                      | 西大寺駅     | 3.2      | 51.2 |                                               | ◇    | 岡山県        | 岡山市        | 東区          |
| 赤穂線   | JR-N05                      | 大多羅駅     | 2.9      | 54.1 |                                               | ｜   | 岡山県        | 岡山市        | 東区          |
| 赤穂線   | JR-N04                      | 東岡山駅     | 3.3      | 57.4 | 西日本旅客鉄道： 山陽本線（JR-S04・和気方面） | ∧    | 岡山県        | 岡山市        | 中区          |
| 山陽本線 | JR-N04                      | 東岡山駅     | 3.3      | 57.4 | 西日本旅客鉄道： 山陽本線（JR-S04・和気方面） | ∧    | 岡山県        | 岡山市        | 中区          |
| JR-N03   | 高島駅                      | 2.8          | 60.2     | | \|\|                                          |      | 岡山県        | 岡山市        | 中区          |
| JR-N02   | 西川原駅 （西川原・就実駅） | 1.9          | 62.1     | | \|\|                                          |      | 岡山県        | 岡山市        | 中区          |
| JR-N01   | 岡山駅                      | 2.6          | 64.7     | 西日本旅客鉄道： 山陽新幹線・ 山陽本線（JR-W01・福山方面）・ 伯備線（JR-V01）・ 宇野線（宇野みなと線：JR-L01・ 瀬戸大橋線：JR-M01）・ 津山線・ 吉備線（桃太郎線：JR-U01） 岡山電気軌道：東山本線 …岡山駅前停留場（H01,S01） | \|\|                                          | 北区 | 岡山県        | 岡山市        |               |

1. ↑  伯備線の正式な起点は山陽本線倉敷駅だが、運転系統上は岡山駅に乗り入れる。

赤穂線の途中駅のうち、以下の駅以外は無人駅である。
- 直営駅
  - 播州赤穂駅・西大寺駅

## 運賃計算・乗車上の制度

### 赤穂線の換算キロ
相生駅 - 東岡山駅間の営業キロは山陽本線経由 60.6km、赤穂線経由 57.4kmであり、赤穂線経由のほうが短いが、幹線と通しで乗車する場合の運賃計算に使用する換算キロ（営業キロの1.1倍）では逆に距離の短い赤穂線のほうが63.1kmと長くなる。

### 山陽本線との選択乗車
赤穂線の相生駅 - 東岡山駅間は山陽本線（山陽新幹線を含む）との選択乗車区間になっている。一方の経路の乗車券を持っていれば他方の経路でも乗車でき、途中下車の禁止されていない乗車券であれば途中下車もできる。かつて赤穂線に前述のように優等列車が設定されていた際、山陽本線経由の乗車券でこれらの優等列車に乗れる特例があったが、現在ではこの特例は廃止されている。代わりにこの区間は1985年（昭和60年）4月から選択乗車区間に指定された。